# Sindrome alcolica fetale
La sindrome alcolica fetale (FAS) è la manifestazione conclamata dei danni causati dal consumo di alcol durante la gravidanza. Venne descritta per la prima volta in Francia nel 1968 da Paul Lemoine e successivamente, agli inizi degli anni '70, dagli statunitensi Smith e Jones che ripresero le ricerche e attribuirono alla sindrome il nome di Fetal Alcohol Syndrome, ridefinendo quella serie di malformazioni e alterazioni comportamentali che venivano chiamate Funny Looking Kids ("bimbi dall'aspetto bizzarro"). La sindrome raccoglie una serie di sintomi che possono presentarsi nei bambini che, durante la gravidanza della madre, sono venuti a contatto con l'alcol. Gli studi oggi hanno evidenziato che la FAS rappresenta l'espressione più grave di un insieme di effetti di diversa gravità ed espressività denominata Fetal Alcohol Spectrum Disorder (FASD). Questi effetti possono essere di vario tipo e manifestarsi in modo diverso. I principali danni sono: anomalie fisiche e mentali, alterazioni comportamentali, deficit di attenzione e apprendimento. I danni sono generalmente permanenti, mentre è importante affermare che il FASD è evitabile al 100% se una donna non consuma alcol durante la gravidanza.
In Europa il FASD è oggetto di preoccupazione per la salute pubblica, in quanto il 25,2% delle donne in gravidanza consuma alcol. L'Italia si posiziona terza in Europa per prevalenza di FASD (45/1000). Questi dati sono inoltre da considerarsi sottostimati a causa della frequente mancanza di una diagnosi o di diagnosi errata.

## Effetti dell'alcol sul feto
L'alcol è una sostanza teratogena, ovvero è in grado di modificare lo sviluppo del feto in quanto determina alterazioni e morte delle cellule. L'alcol (etanolo) è in grado di attraversare la barriera placentare e raggiungere il sangue fetale dove si rileva una concentrazione simile a quella materna. Inoltre l'alcol può alterare la circolazione placentare e determinare ipossia. I danni maggiori si rilevano a livello del Sistema Nervoso Centrale. Gli effetti sul nascituro sono variabili in ragione della quantità consumata, del periodo di gravidanza (più pericoloso il primo trimestre) e infine della frequenza di consumo. La situazione più grave si riscontra nei casi di consumi di elevate quantità, ovvero più di 4/5 Unità Alcoliche (1 U.A. corrisponde a circa 12 grammi di alcol, contenuti in un bicchiere di vino da 125 ml, in un bicchiere di birra da 330 ml, in un superalcolico da 40 ml) in un periodo di tempo breve (binge drinking). Tale modalità di consumo risulta più pericolosa rispetto ad un consumo di uguale entità in un periodo di tempo più lungo. Una dose giornaliera di 1-2 U.A. può determinare disturbi dell'attenzione, alterazioni cognitive, sviluppo socio-emozionale deficitario. La possibilità di sviluppare danni alcol correlati è comunque presente durante tutto il periodo della gestazione, anche se è descritta una diversa vulnerabilità fetale a seconda del periodo di gravidanza.
L'alcol, in particolare l'etanolo, interferisce e altera il metabolismo dell'acido retinoico, alterandone il gradiente e la migrazione delle cellule della cresta neurale, provocando gli effetti. Questa rientra tra le 4 principali cause di ritardo mentale insieme alla Sindrome di Down e alla Sindrome dell'X-Fragile.

## Diagnosi
La diagnosi di FASD si basa su un approccio multidisciplinare applicato su madre e figlio. Nel processo diagnosticato vengono presi in considerazione tre aspetti:
- Impedimenti di natura neurologica, psicologica, intellettuale e sociale
- Fattori di rischio materni
- Malformazioni fisiche

## Clinica

### Fetal Alcohol Spectrum Disorder (FASD)
Il Disturbo dello Spettro Fetale Alcolico (FASD) comprende una serie di manifestazioni cliniche che possono comparire in soggetti che sono stati esposti all'alcol durante la gestazione della madre. Queste manifestazioni possono includere danni fisici, quali basso peso alla nascita, malformazioni, deficit mentali e comportamentali con variabile espressività e con conseguenze a lungo termine. 
Il FASD comporta uno spettro di diverse disabilità, con danni primari e danni secondari.
Tra i danni primari vengono compresi le alterazioni mentali, quali: danni cognitivi con difficoltà di apprendimento, memoria, difficoltà di linguaggio e comprensione, incapacità di giudizio, compulsività e conseguente disadattamento in ambito sociale. Questi disturbi compaiono generalmente durante l'infanzia o adolescenza e spesso non vengono identificati come conseguenza dell'esposizione all'alcol.
Come danni secondari vengono considerati quelli che compaiono nel corso della vita, quali: problemi scolastici, problemi familiari, disoccupazione, comportamenti sessuali alterati, dipendenza da sostanze psicoattive, problemi giudiziari, aumentata morbilità e mortalità. 
La possibilità che il nascituro possa avere dei danni, e l'entità di essi, è in relazione alla quantità di alcol consumata, al tipo di consumo materno, al periodo della gravidanza e all'interazione con altri fattori di rischio (uso di tabacco, droghe, stile di vita, fattori genetici ecc.). Il FASD non è definibile come diagnosi, ma piuttosto un termine dove possono rientrare diverse categorie diagnostiche usate negli anni per indicare i vari danni legati all'esposizione prenatale all'alcol. Il 94% delle persone affette da FASD presentano problemi di salute mentale, tra cui il 23% dei casi richiede ospedalizzazione. Alcuni esempi di questi problemi di salute mentale sono:
- Depressione grave
- Psicosi
- Disturbo bipolare
- Attacchi di panico
- Disturbi dell'alimentazione
- Alto rischio di suicidio

### Fetal Alcohol Syndrome (FAS)
La sindrome feto alcolica è l'espressione più grave del FASD ed è una diagnosi specifica (Q86.0) presente nell'International Classification of Diseases (ICD-10)
Il bambino con FAS presenta alterazioni fisiche e mentali: anomalie craniofacciali (tra cui microcefalia), disfunzioni del sistema nervoso centrale (iperattività, deficit di attenzione, ritardo mentale e disfunzioni dell'apprendimento) e rallentamento della crescita.
Alla nascita questi bambini presentano una facies tipica:
- fissure palpebrali sottili
- philtrum (spazio compreso tra il labbro superiore ed il naso) liscio e corto
- labbro superiore assottigliato
- aspetto a "railroad track" dell'orecchio, ovvero l'attacco dell'orecchio si posiziona più in basso

Questi bambini presenteranno, inoltre, alterazione a carico degli arti (deformazione "hockey stick" della plica palmare superiore, clinodattilia ed ipoplasie falangee); cardiopatie congenite (difetti settali); anomalie genitali (ipospadia, ipertrofia clitoridea); malformazioni renali (rene a ferro di cavallo, aplasia, displasia o ipoplasia); alterazioni oculari (strabismo, ipoplasia del nervo ottico);

### Altre denominazioni
Sono stati descritti alcuni casi con diversa espressività clinica per i quali la terminologia non trova consenso unanime nella letteratura scientifica. L'esposizione prenatale all'alcol in base a periodo di gestazione, quantità e tempo, può, infatti, determinare danni diversi. Ricordiamo che la maggior parte di cellule che formano le strutture facciali proviene dalla cresta neurale embrionale, da dove si sviluppa anche il SNC, questo è il motivo per cui le alterazioni facciali si accompagnano spesso alle alterazioni neurologiche e cognitive. I possibili diversi effetti hanno determinato l'adozione di differenti termini, tra questi ricordiamo:
- Fetal Alcohol Effects (FAE – Effetti effetti fetali dell'alcol) - partial FAS (pFAS – FAS parziale)[18]
- Alcohol-related neurodevelopmental disorders (ARND – Disturbi dello sviluppo neurologico alcol-correlati)
- Alcohol-related birth defects (ARBD – Difetti alcol correlati alla nascita)
- Static encephalopathy (Encefalopatia statica).[19]

## Trattamento
La sindrome è irreversibile e si manifesta in maniera più o meno grave in base alle capacità metaboliche materne o alla suscettibilità individuale del soggetto colpito. In ogni caso, il primo trimestre di gravidanza risulta essere il più pericoloso.